# Ixiochlamys
Ixiochlamys es un género de plantas con flores perteneciente a la familia de las asteráceas. Comprende 4 especies descritas y  aceptadas. Es originario de Australia.

## Taxonomía
El género fue descrito por F.Muell. & Sond. y publicado en Linnaea 25: 466. 1852. La especie tipo es: Ixiochlamys cuneifolia (R.Br.) Sond.

## Especies
A continuación se brinda un listado de las especies del género Ixiochlamys aceptadas hasta junio de 2011, ordenadas alfabéticamente. Para cada una se indica el nombre binomial seguido del autor, abreviado según las convenciones y usos.
- Ixiochlamys cuneifolia (R.Br.) Sond.
- Ixiochlamys filicifolia Dunlop
- Ixiochlamys integerrima Dunlop
- Ixiochlamys nana (Ewart & Jean White) Grau